# Liste der Monuments historiques in Dourdan
Die Liste der Monuments historiques in Dourdan führt die Monuments historiques in der französischen Stadt Dourdan auf.

## Liste der Bauwerke
| Bezeichnung                                       | Beschreibung                  | Standort                    | Kennzeichnung | Schutzstatus | Datum | Bild           |
| ------------------------------------------------- | ----------------------------- | --------------------------- | ------------- | ------------ | ----- | -------------- |
| Burg                                              | Erbaut im 13. Jahrhundert     | (Lage)                      | PA00087881    | Classé       | 1964  | weitere Bilder |
| Kirche St-Germain-d’Auxerre                       | Erbaut ab dem 13. Jahrhundert | (Lage)                      | PA00087882    | Classé       | 1967  | weitere Bilder |
| Ehemaliger grundherrschaftlicher Bauernhof        | Erbaut im 15. Jahrhundert     | Rouillon (Lage)             | PA00087883    | Inscrit      | 1977  | weitere Bilder |
| Hôtel-Dieu                                        | Erbaut im 18./19. Jahrhundert | 1 rue Saint-Pierre (Lage)   | PA00087885    | Inscrit      | 1988  | weitere Bilder |
| Haus                                              | Erbaut im 18. Jahrhundert     | 15, rue Saint-Pierre (Lage) | PA00087886    | Inscrit      | 1993  | weitere Bilder |
| Bauernhof                                         |                               | Rouillon (Lage)             | PA00087884    | Inscrit      | 1977  | weitere Bilder |
| Nördliches Portal der Kirche St-Germain-d’Auxerre |                               | (Lage)                      | PA00087887    | Inscrit      | 1965  |                |

## Liste der Objekte

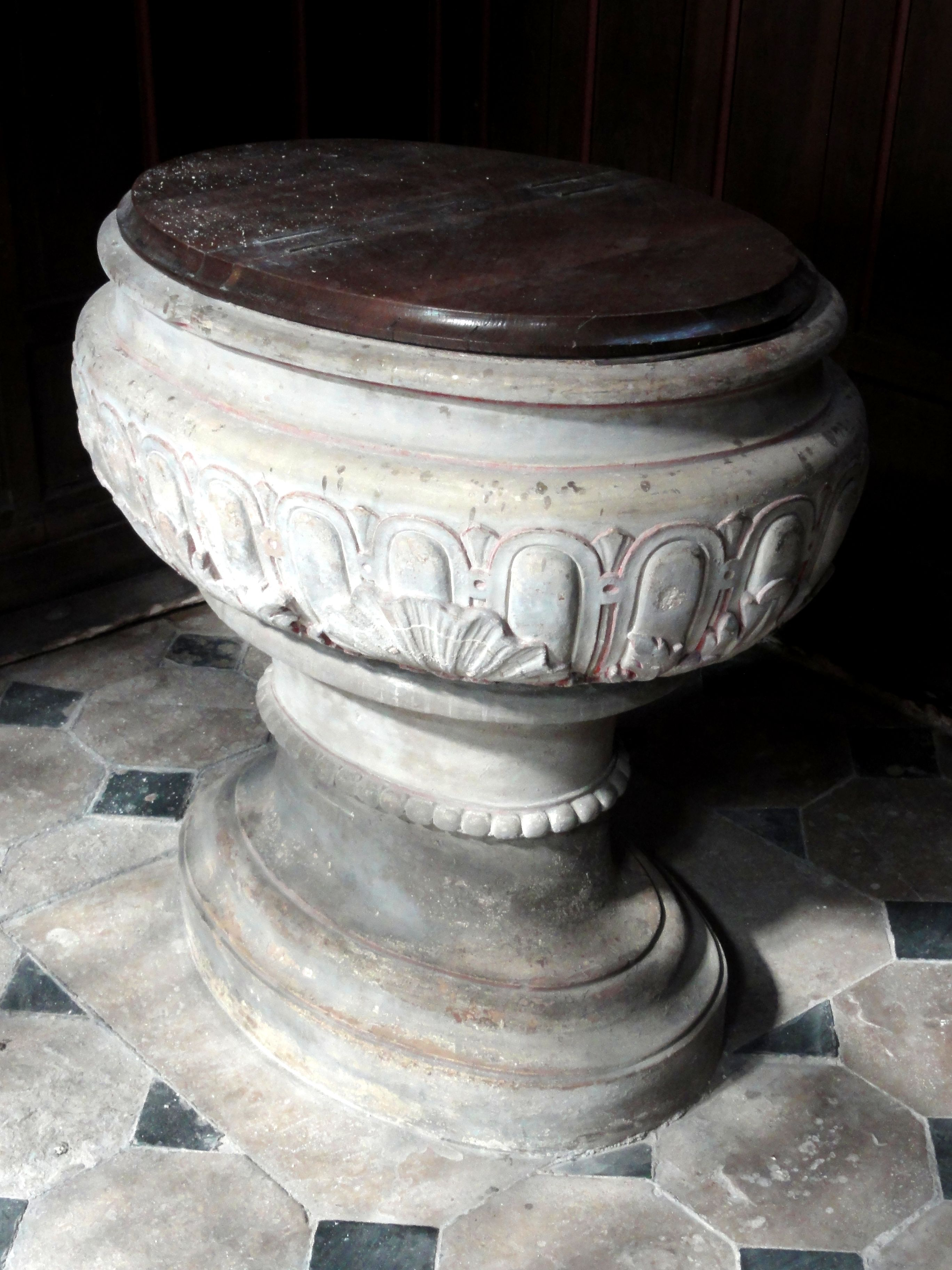
Taufbecken (17. Jahrhundert) in der Kirche St-Germain-d’Auxerre

- Monuments historiques (Objekte) in Dourdan in der Base Palissy des französischen Kultusministeriums